# Pedro Fernández de Castilleja
Pedro Fernández de Castilleja (Castilleja de la Cuesta?, 1487 - Sevilla, 1574) fou un compositor, músic i poeta espanyol del segle xvi.
En opinió del gran Guerrero, fou un dels músics més consumats del seu temps. Durant seixanta anys, desenvolupà el càrrec de mestre de capella, i de seises, i on tingué com a deixeble l'il·lustre Cristóbal de Morales. A més fou mestre de gramàtica grega i llatina. Abans d'ingressar en el Capítol havia tingut càtedra de música en l'estudi de Sant Miquel de Sevilla. Fou el primer en gaudir de la ració anomenada Magister Puerorum, de la qual prengué possessió el 1514. El mestre Guerrero l'anomenava <el mestre dels mestres espanyols>.
De les seves obres nomes se'n conserven alguns motets espargits per diverses esglésies d'Espanya, els quals justifiquen la merescuda fama de què gaudí.